# Топонимия Сингапура

Административное деление Сингапура

Топонимия Сингапура — совокупность географических названий, включающая наименования природных и культурных объектов на территории Сингапура. Структура и состав топонимии обусловлены географическим положением страны, этническим составом населения и её богатой историей.

## Название страны
Название «Сингапур» произошло от малайск. singa «лев», заимствованного от санскр. सिंह siṃhá с тем же значением, и санскр. पुर pura «город», то есть «город льва», или «львиный город». По преданию, возле реки принц Санг Нила Утама встретил льва, откуда пошло название острова, реки и города — синга пура, «город льва». Некоторыми лингвистами выдвигалась интерпретация топонима как «город отдыха», В. А. Никонов считает её несостоятельной.
Официальное название страны — Республика Сингапур (англ. Republic of Singapore, малайск. Republik Singapura / ريڤوبليق سيڠاڤورا, кит. трад. 新加坡共和國, упр. 新加坡共和国, пиньинь Xīnjiāpō Gònghéguó, палл. Синьцзяпо Гунхэго; там. சிங்கப்பூர் குடியரசு Ciŋkappūr Kudiyarasu).

## Формирование и состав топонимии
Формирование топонимии Сингапура проходило в условиях исторически сложившегося многоязычия (в стране используется более 20 языков, при этом официальными являются четыре: английский, малайский, китайский (севернокитайский) и тамильский), при доминировании малайского языка, который исторически играл роль лингва франка и одновременно языка сингапурской элиты, поскольку был де-факто языком торговли во всём Малайском архипелаге. В топонимии страны выделяется несколько топонимических пластов:
- малайско-полинезийский;
- топонимы индийского, арабского, персидского и китайского происхождения;
- европейские топонимы.

Основной пласт составляют малайско-полинезийские топонимы. В них выделяют две подгруппы, в зависимости от структуры: названия простые (однословные) и сложные (многословные). К простым относятся топонимы, состоящие из одного слова, которые. как правильно, произошли из соответствующих нарицательных без специального оформления формантами. Сложные малайские топонимы состоят из двух, трёх и более компонентов. Арабские и персидские топонимы появились в Сингапуре в связи с развитием торговли и проникновением ислама. Китайские названия встречаются среди урбанонимов Сингапура. В период XVI—XIX веков в Сингапуре стали появляться названия из индоевропейских языков — португальские, голландские и английские: Педра-Бранка, Форт Каннинг и др..
Основа топонимии обусловлена географическим положением страны: Сингапур состоит из основного острова и 62 мелких, большинство из которых необитаемо, что формирует обширную инсулонимию. Самые крупные острова — Сингапур (главный остров), Убин, Теконг-Бесар, Брани, Сентоса, Семакау и Судонг.

## Топонимическая политика

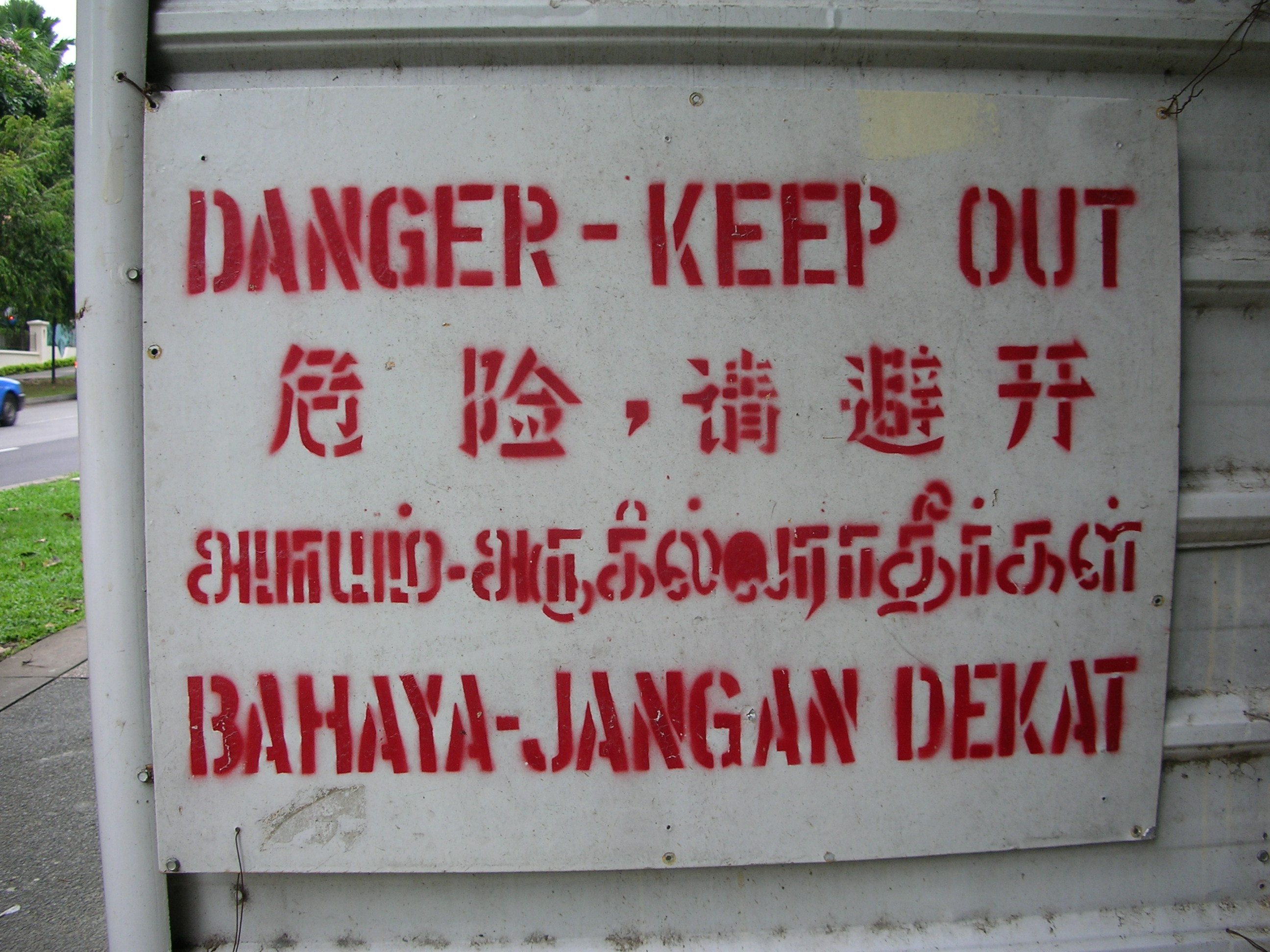
Дорожный знак в Сингапуре на четырёх языках

Вскоре после обретения независимости, в 1967 году, в Сингапуре был создан Консультативный комитет по присвоению названий дорогам и улицам (англ. Advisory Committee on the Naming of Roads and Streets). После этого произошли значительные изменения существовавших названий улиц, которые были предприняты правительством Ли Куан Ю для формирования новой национальной идентичности в многонациональной стране, где большинство населения составляют китайцы, на втором месте по численности — малайцы, на третьем — индийцы. Меры правительства включали искоренение англоязычных топонимов колониального периода, с заменой их названиями мест малайского происхождения, чтобы продемонстрировать лояльность Малайзии, в состав которой Сингапур входил до 1965 года. Однако эти мероприятия встретили сильное сопротивление со стороны общественности, особенно граждан немалайского происхождения, которые слабо знали малайский язык и к тому же воспринимали это как попытку доминирования малайского меньшинства. В связи с этим большинство местных жителей пыталось восстановить английские названия улиц, которые были либо более привычны, либо нейтральны. Кроме того, поскольку большинство местного населения было этническими китайцами, в стране постепенно увеличивалось количество топонимов на мандаринском китайском. В связи с необходимостью стандартизировать китайский перевод некитайских топонимов в 1968 году был создан Комитет по стандартизации названий улиц на китайском языке (англ. Committee of Standardization of Street Names in Chinese). Этот Комитет также участвовал в разработке английских переводов географических названий и производных из диалектов китайского, в частности, фуцзянского (хоккьень), на котором говорило большинство местных китайцев.
После дальнейших преобразований в течение следующих десятилетий в конечном итоге в 2003 году был создан Совет по названиям улиц и зданий (англ. Street and Building Names Board, SBNB), который до настоящего времени является главным органом, отвечающим за присвоение названий общественным местам в Сингапуре.